# E-TEN
E-TEN Information Systems Co., Ltd. (бренд Glofiish) — тайваньский поставщик и производитель средств коммуникации. Корпорация основана в 1985 году. Статус публичной получила в 2000 (TAITEX 2432). История успеха компании началась с разработки первой китайскоязычной системы ввода для компьютеров, базируемых на операционной системе DOS. Программное обеспечение E-TEN было одним из действенных вкладов в революцию персональных компьютеров Китайского рынка, и стало стандартом в международной связи и остаётся им до сих пор. В 90-х E-TEN применило свой исчерпывающий опыт в китайском языке и программном обеспечении в разработке китайскоязычных PDA и захватило Китайский рынок на 85%. Однако, в 00-х компания уступила пальму первенства конкурентам, в первую очередь HTC.

## Приобретение E-TEN компанией Acer
С появлением мощных конкурентов и общим упадком экосистемы Windows Mobile компания испытывала значительные финансовые трудности и в итоге была поглощена компанией Acer. Сделка по приобретению полностью завершилась 1 сентября 2008 г. Сумма сделки — ок. $290 млн. Компания была интегрирована в структуру Acer качестве подразделения по разработке мобильных устройств.
В феврале 2009 г. на выставке Mobile World Congress в Барселоне Acer представила свою первую продуктовую линейку коммуникаторов (сама компания называет устройства смартфонами), произведенную ресурсами компании E-TEN. О последнем явно свидетельствуют две модели линейки — Acer DX900, продажи которого начались в России в декабре 2008 под названием Glofiish DX900 и Acer X960, который является обычным рестайлингом оригинальной модели Glofiish X900.

## E-TEN в России
На российский рынок коммуникаторов-смартфонов-карманных компьютеров компания вышла в феврале 2003 года.
До 2005 года рыночная доля компании в России была относительно невелика, а сама компания была известна главным образом на азиатских рынках. Полноценно бренд E-TEN появился в России лишь в середине 2006 года, когда начались действительно массовые продажи устройств G500/G500+ и M600/M600+.
До момента слияния с Acer российский рынок был ключевым для E-TEN. В самой компании отмечали, что в России E-TEN реализует до 30 % своей продукции. Однако, по некоторым данным в начале 2008 года компания реализовывала в Россию до 70 % всей производимой продукции
По данным агентства SmartMarketing, доля E-TEN на российском рынке коммуникаторов в первом полугодии 2008 года составила 20,5 % (второе место после HTC).
До июня 2008 года российский офис компании возглавлял Михаил Фадеев, с чьим именем большинство игроков рынка ассоциируют небывалый успех компании в России: рост продаж более чем в 5 раз. Россия — единственная страна, где E-TEN занял значительную долю рынка, существенно потеснив безусловного мирового лидера — HTC.

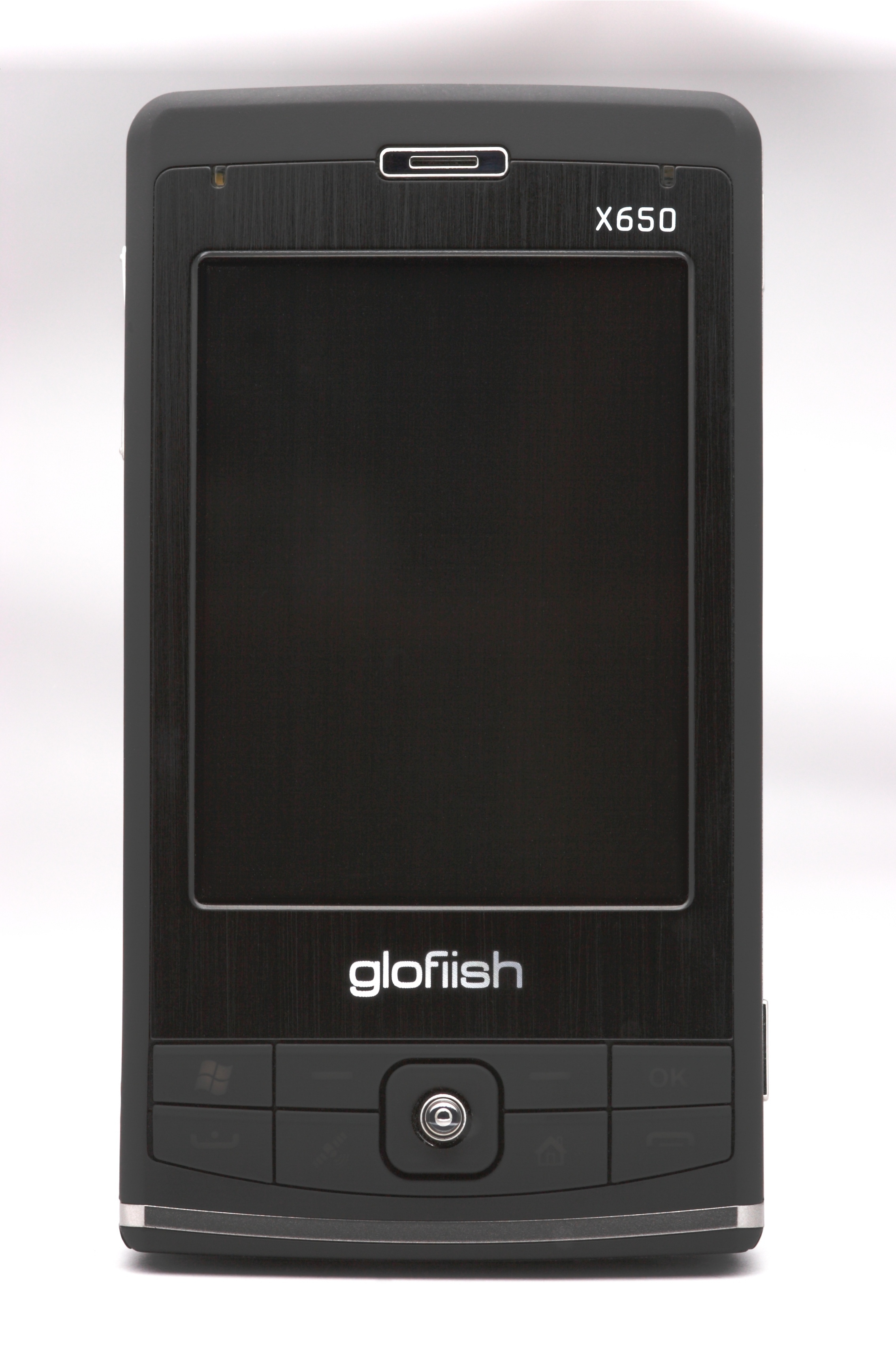
Glofiish X650
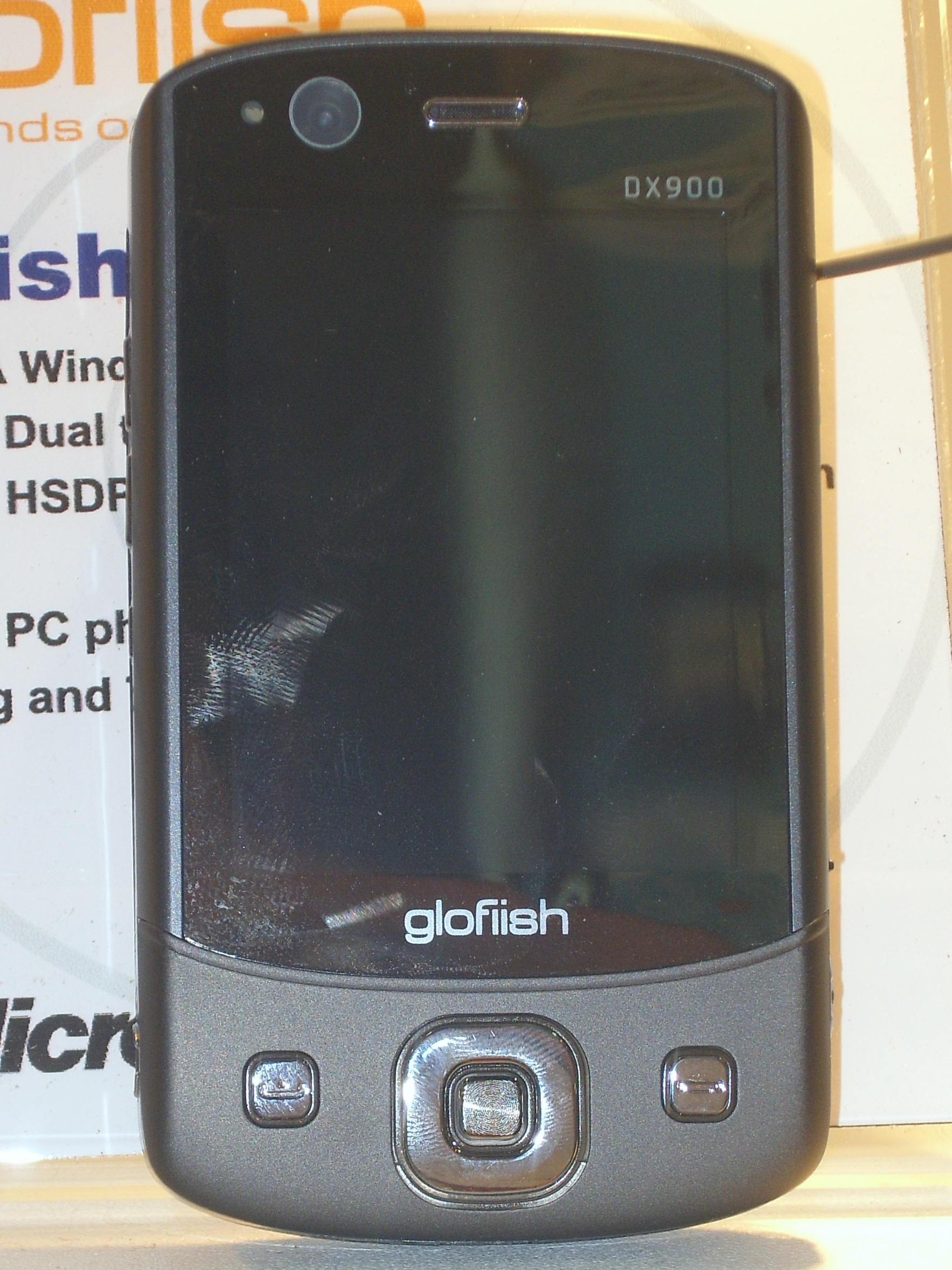
Glofiish DX900

## Интересные факты
С 2015 года украинская компания «Оргтехника», ранее будучи официальным представителем продукции «E-TEN», и имея зарегистрированные права на торговую марку и оригинальный логотип «Glofiish» в Украине, начала изготовление и продажу собственных смартфонов, планшетов и смарт-телевизоров под брендом «Glofiish» на базе системы Android.